# Аксьоново (Лямбірський район)
Аксьо́ново (рос. Аксёново, ерз. Аксеново) — село у складі Лямбірського району Мордовії, Росія. Адміністративний центр Аксьоновського сільського поселення.

## Населення
Населення — 1496 осіб (2010; 1573 у 2002).
Національний склад (станом на 2002 рік):
- татари — 97 %